# بدير
بدير (بالفارسية: بدیر) هي قرية تقع في منطقة رونيز في إيران. يقدر عدد سكانها بـ 15 نسمة .